# Liste der Vizegouverneure von British Columbia

Amtsflagge des Vizegouverneurs von British Columbia

Diese Liste führt die Vizegouverneure (engl. lieutenant governor) der kanadischen Provinz British Columbia seit dem Beitritt zur Kanadischen Könfederation im Jahr 1871 auf. Der Vizegouverneur vertritt den kanadischen Monarchen auf Provinzebene.
Sie enthält auch die Gouverneure der Kronkolonie Vancouver Island und der Kronkolonie British Columbia (bis 1866) sowie die Gouverneure der Vereinigten Kolonien von Vancouver Island und British Columbia (1866–1871).

## Gouverneure (vor 1871)
| Vancouver Island                      | Vancouver Island |
| Gouverneur                            | Amtszeit         |
| ------------------------------------- | ---------------- |
| Richard Blanshard                     | 1849–1851        |
| James Douglas                         | 1851–1864        |
| Arthur Edward Kennedy                 | 1864–1866        |
| British Columbia                      |                  |
| Gouverneur                            | Amtszeit         |
| James Douglas                         | 1858–1864        |
| Frederick Seymour                     | 1864–1866        |
| Vancouver Island und British Columbia |                  |
| Gouverneur                            | Amtszeit         |
| Frederick Seymour                     | 1866–1869        |
| Anthony Musgrave                      | 1869–1871        |

## Vizegouverneure (ab 1871)
| British Columbia                 | British Columbia                      |
| Vizegouverneur                   | Amtszeit                              |
| -------------------------------- | ------------------------------------- |
| Joseph William Trutch            | 14. August 1871 – 28. Juli 1876       |
| Albert Norton Richards           | 28. Juli 1876 – 20. Juli 1881         |
| Clement Francis Cornwall         | 20. Juli 1881 – 28. März 1887         |
| Hugh Nelson                      | 28. März 1887 – 9. November 1892      |
| Edgar Dewdney                    | 9. November 1892 – 1. Dezember 1897   |
| Thomas Robert McInnes            | 1. Dezember 1897 – 22. Juni 1900      |
| Henri-Gustave Joly de Lotbinière | 22. Juni 1900 – 26. Mai 1906          |
| James Dunsmuir                   | 26. Mai 1906 – 11. Dezember 1909      |
| Thomas Wilson Paterson           | 11. Dezember 1909 – 17. Dezember 1914 |
| Francis Stillman Barnard         | 17. Dezember 1914 – 18. Dezember 1919 |
| Edward Gawler Prior              | 18. Dezember 1919 – 25. Dezember 1920 |
| Walter Cameron Nichol            | 25. Dezember 1920 – 24. Februar 1926  |
| Robert Randolph Bruce            | 24. Februar 1926 – 1. August 1931     |
| John William Fordham Johnson     | 1. August 1931 – 1. Mai 1936          |
| Eric Hamber                      | 1. Mai 1936 – 5. September 1941       |
| William Culham Woodward          | 5. September 1941 – 1. Oktober 1946   |
| Charles Arthur Banks             | 1. Oktober 1946 – 2. Oktober 1950     |
| Clarence Wallace                 | 2. Oktober 1950 – 3. Oktober 1955     |
| Frank Mackenzie Ross             | 3. Oktober 1955 – 13. Oktober 1960    |
| George Pearkes                   | 13. Oktober 1960 – 2. Juli 1968       |
| John Robert Nicholson            | 2. Juli 1968 – 19. März 1973          |
| Walter Stewart Owen              | 19. März 1973 – 18. Mai 1978          |
| Henry Pybus Bell-Irving          | 18. Mai 1978 – 15. Juli 1983          |
| Robert Gordon Rogers             | 15. Juli 1983 – 9. September 1988     |
| David Lam                        | 9. September 1988 – 21. April 1995    |
| Garde Gardom                     | 21. April 1995 – 21. September 2001   |
| Iona Campagnolo                  | 21. September 2001 – 1. Oktober 2007  |
| Steven Point                     | 1. Oktober 2007 – 1. November 2012    |
| Judith Guichon                   | 1. November 2012 – 24. April 2018     |
| Janet Austin                     | 24. April 2018 – amtierend            |